# سعید خطیب‌زاده
سعید خطیب‌زاده (زادهٔ ۱۳۵۸ تهران) دیپلمات ایرانی است که از بهمن سال ۱۴۰۳ معاون وزیر امور خارجه و رئیس مرکز مطالعات سیاسی و بین‌المللی این وزارتخانه است. وی پیش‌تر سفیر جمهوری اسلامی ایران در کشور کرواسی و سخنگوی وزارت امور خارجه ایران بود.
وی نویسنده کتاب مدل آلمانی توسعه است و از دانشگاه تربیت مدرس مدرک دکتری علوم سیاسی و روابط بین‌الملل را اخذ کرده‌است. خطیب‌زاده، فارغ‌التحصیل مدرسه علامه حلی تهران و سازمان ملی پرورش استعدادهای درخشان است و سابقه سال‌ها تدریس در مقاطع مختلف آموزشی را دارد.
بخشی از فعالیت‌های خطیب‌زاده در حوزه اندیشکده‌ای بوده و سخنرانی‌های مختلفی را نیز در مجامع بین‌المللی ایراد کرده‌است. او همچنین مقالات و کتب متعددی نگاشته است؛ از جمله "دیپلماسی اقتصادی ایران: ارزیابی همکاری اقتصادی و تجاری ایران با ژاپن، چین و کره‌ جنوبی" که به زبان انگلیسی در ژاپن به چاپ رسیده‌است. او همچنین مؤلف کتاب سبز آمریکا، یکی از پرفروش‌ترین کتاب‌های انتشارات وزارت خارجه است.

## پیشینه کاری
- معاون وزیر و رئیس مرکز مطالعات سیاسی و بین‌المللی وزارت امور خارجه ۱۴۰۳-تاکنون
- سفیر ایران در کرواسی ۱۴۰۲-۱۴۰۳
- مشاور وزیر امور خارجه ۱۴۰۱-۱۴۰۲
- معاون وزیر، رئیس مرکز دیپلماسی عمومی و رسانه‌ای و سخنگوی وزارت امور خارجه ۱۳۹۹-۱۴۰۱
- مدیرکل دفتر مطالعات وزارت امور خارجه‌ (۲ دوره) ۷-۱۳۹۶ و ۱۳۹۹-۱۳۹۸
- رایزن سفارت ایران در آلمان ۱۳۹۲-۱۳۹۶
- رئيس اداره انتشارات وزارت امور خارجه ۱۳۹۰-۱۳۹۲
- رایزن سفارت ایران در کانادا ۱۳۸۵-۱۳۸۹[۳][۴][۵][۶][۷]